# Zalando
Zalando SE este o societate europeană de comerț electronic specializată în vânzarea de articole de modă, încălțăminte și produse de înfrumusețare. Fondată în 2008 în Berlin, compania a crescut rapid devenind unul dintre cei mai mari retaileri online din Europa. Zalando este listată public la Bursa din Frankfurt și face parte din indicele bursier MDAX.
Pe 11 decembrie 2024, Zalando a anunțat că va prelua About You în proporție de 100%. În acest scop, Zalando a încheiat acorduri obligatorii cu acționarii majoritari ai About You pentru a achiziționa acțiunile acestora, care reprezintă aproximativ 73% din capitalul social. Vânzarea About You către Zalando urmează să fie finalizată până în vara anului 2025. 